# Вюртемберг-Нойенщат
Вюртемберг-Нойенщат (на немски: Württemberg-Neuenstadt) са две странични линии на фамилията Дом Вюртемберг през 17 и 18 век със столица град Нойенщат ам Кохер.
Първата странична линия с това име се създава чрез подялбата на наследството от синовете на херцог Фридрих I фон Вюртемберг (1557–1608).
Фридрих Ахилес фон Вюртемберг-Нойенщат (1591-1631), неженен, четвъртият син, получава дворец Нойенщат и годишни доходи 10 000 гулдена.
Нойенщат отива през 1649 г. на неговия племенник Фридрих (1615–1682), третият син на херцог Йохан Фридрих фон Вюртемберг (1582-1628), женен за Клара Августа фон Брауншвайг-Волфенбютел. Той основава втората странична линия Вюртемберг-Нойенщат (1649–1682). Неговите синове са:
- Фридрих Август (1654–1716), женен 1679 г. за графиня Албертина София Естер фон Еберщайн, има 14 деца, от които остават живи три дъщери.
- Фердинанд Вилхелм (1659–1701), неженен
- Антон Улрих (1661–1680), умира на 18 години
- Карл Рудолф (1667–1742), неженен, последният мъжки представител на фамилията.

Линията измира през 1781 г. със смъртта на Фридерика (1699–1781), неомъжена, най-малката дъщеря на херцог Фридрих Август.
Херцозите резидират от 1618 до 1781 г. в дворец Нойенщат.
Те построяват през 1650 г. отново църквата Св. Николай и през 1664 г. фамилната си гробница в нея, която разширяват през 1701 г. През 1781 г. гробницата е затворена. В гробницата се намират общо 18 саркофази на херцозите на Вюртемберг-Нойенщат и на техните съпруги и деца.